# Elymnias dolorosa
Elymnias dolorosa är en fjärilsart som beskrevs av Butler 1883. Elymnias dolorosa ingår i släktet Elymnias och familjen praktfjärilar. Inga underarter finns listade i Catalogue of Life.